# Saruja
Saruja ist eine Ortschaft im westafrikanischen Staat Gambia.
Nach einer Berechnung für das Jahr 2013 leben dort etwa 2196 Einwohner, das Ergebnis der letzten veröffentlichten Volkszählung von 1993 betrug 1536.

## Geographie
Saruja liegt am südlichen Ufer des Gambia-Flusses in der Central River Region, Distrikt Fulladu West. Der Ort liegt rund 2,3 Kilometer nordöstlich von Brikama Ba und 1,5 Kilometer westlich von Sapu.